# 七斗七
七斗 七（ななと なな）は、日本のライトノベル作家である。

## 概要
本人曰く、日本の田舎で暮らしている。好きな作品として『CROSS†CHANNEL』や『ゼノギアス』を挙げている。また、創作に興味を抱くきっかけとして『CLANNAD』『リトルバスターズ!』などのKey作品を見たことや、小説投稿サイトの存在を知ったことを挙げている。元々はシリアス系の作品が好みだったが、後に読者の反応から得意ジャンルはコメディだと自覚したため、コメディ系の作品を多く描いている。VTuberが流行し始めた頃からVTuberの沼にハマり始め、輝夜月を始めとしたライバーの軌跡を追い続けた経験を生かして、デビュー作の『VTuberなんだが配信切り忘れたら伝説になってた』を執筆した。また、好きな箱としてはホロライブやにじさんじの名前を挙げ、特にホロライブ3期生のメンバーが好きだと話している。

## 作品一覧
- 『VTuberなんだが配信切り忘れたら伝説になってた』シリーズ（イラスト：塩かずのこ、ファンタジア文庫〈KADOKAWA〉、全10巻）[2]